# Kairopraktvinda
Kairopraktvinda (Ipomoea cairica) är en ört i familjen vindeväxter, ursprungligen från tropiska Afrika och Asien. Arten är numera spridd i alla tropiska områden.
Flerårig krypande eller klättrande ört som blir vedartad mot basen, till 4 m lång eller mer. Växten är vanligen kal. Blad 3-10 cm långa, handflikiga med 5-7 flikar. Blommorna kommer en till många i bladvecken, kronan är purpur, purpurblå eller vita med purpur svalg, trattlika, 2,3-6,5 cm långa.
Tre varieteter omnämns:
- var. cairica - Mellersta småbladet 4-5 × 2-2,5 cm. Krona 4,5-7 cm lång
- var. gracillima - Mellersta småbladet 2,5-3,3 × 0.5-1 cm. Krona 2,5-3,5 cm lång (Kina).
- var. indica - krona 2,3-3 cm lång (Kenya).

## Synonymer
- var. cairica
  - Batatas pulchella (Roth ex Roem. & Schult.) Bojer, 1837
  - Convolvulus bellus Sprengel, 1824
  - Convolvulus cairicus L., 1759
  - Convolvulus cavanillesii (Roem. & Schult.)Sprengel, 1824
  - Convolvulus heptaphyllus Rottler & Willdenow, 1803
  - Convolvulus quinquelobus Vahl, 1794
  - Convolvulus tuberculatus Desrousseaux, 1791
  - Ipomoea bouvettii Duchass. & Walp., 1850
  - Ipomoea cairica var. hederacea Hallier f.
  - Ipomoea cairica var. lineariloba (Hillebr.) O. Degener & van Ooststr.
  - Ipomoea cairica var. obtusata Hoehne, 1922
  - Ipomoea cairica f. uniflora (Meisner) Hoehne, 1922
  - Ipomoea funaria Larranaga, 1923
  - Ipomoea heptaphylla Voigt
  - Ipomoea mendesii Welw., 1859
  - Ipomoea palmata Forssk., 1775
  - Ipomoea pulchella Roth ex Roemer & Schultes, 1819
  - Ipomoea quinqueloba (Vahl) Roemer & Schultes, 1819
  - Ipomoea rosea var. pluripartita Hassler
  - Ipomoea senegalensis Lam., 1793
  - Ipomoea stipulacea Jacquin
  - Ipomoea stipulacea f. pluriflora Meisner, 1869
  - Ipomoea stipulacea f. uniflora Meisner, 1869
  - Ipomoea tuberculata (Desrousseaux) Roemer & Schultes, 1819
  - Ipomoea tuberculata var. abbreviata Choisy, 1845
  - Ipomoea tuberculata var. lineariloba Hillebr., 1888
  - Ipomoea vesiculosa Beauv., 1819

- var. gracillima (Collett & Hemsley) C.Y.Wu, 1965
  - Ipomoea palmata var. gracillima Collett & Hemsley

- var. indica Hallier f., 1898
  - Ipomoea palmata var. indica (Hallier f.) Rendle, 1905
- Wikimedia Commons har media som rör Kairopraktvinda.